# Pristimantis bambu
Pristimantis bambu é uma espécie de anfíbio anuro da família Craugastoridae que é encontrada na Província de Azuay e na Província de Cañar, no sudoeste do Equador.
A espécie é encontrada em altitudes entre 2.876 e 2.989 metros e as áreas de ocorrência da espécie estão separadas em 95 quilômetros, dando a ideia de que a espécie possa ser encontrada nas áreas de entorno também.
A espécie pode ser encontrada em florestas regeneradas com abundância de bambu, mas não é encontrada em florestas primárias, vivendo em pequenas árvores, bambuzais e arbustos. São encontrados durante as noites de chuva e de manhã perto de rios.
Como todos os indivíduos do seu género, seus girinos se desenvolvem no chão, sem precisar de água.